# Заслуженный художник Украины
Заслуженный художник  Украины (укр. Заслужений художник України) — государственная награда Украины — почётное звание, присваиваемое Президентом Украины согласно Закону Украины «О государственных наградах Украины».

## Положение о почётном звании
В соответствии с Положением о почётных званиях Украины, почётное звание «Заслуженный художник Украины» присваивается деятелям изобразительного и монументального искусства за создание выдающихся произведений в области живописи, скульптуры, графики, декоративного и прикладного искусства, получивших высокую оценку отечественной и международной общественности.
При представлении к присвоению почётного звания «Заслуженный художник Украины», к представлению и наградному листу представляемого к присвоению почётного звания прилагается список основных работ.
Почётное звание «Народный художник Украины» является высшей степенью почётного звания «Заслуженный художник Украины»; почётное звание «Народный художник Украины» может присваиваться, как правило, не ранее через десять лет после присвоения почётного звания «Заслуженный художник Украины».
Присвоение почётного звания производится указом Президента Украины. Почётное звание может быть присвоено гражданам Украины, иностранцам и лицам без гражданства.
Присвоение почётного звания посмертно не производится.

## Описание нагрудного знака
- Нагрудный знак к почётному званию «Заслуженный художник Украины» аналогичен нагрудным знакам других почётных званий Украины категории «заслуженный».
- Нагрудный знак изготавливаются из серебра и содержит под названием почётного звания изображение пальмовой ветви.
- Нагрудный знак имеет форму овального венка, образованного двумя ветвями лавровых листьев. Концы ветвей внизу обвиты лентой. В середине венка помещен фигурный картуш с надписью «Заслуженный художник». Картуш венчает малый Государственный Герб Украины.
- Лицевая сторона нагрудного знака выпуклая. Все изображения и надписи рельефные.
- На оборотной стороне нагрудного знака — застежка для прикрепления к одежде.
- Размер нагрудного знака: ширина — 35 мм, длина — 45 мм.

## Галерея

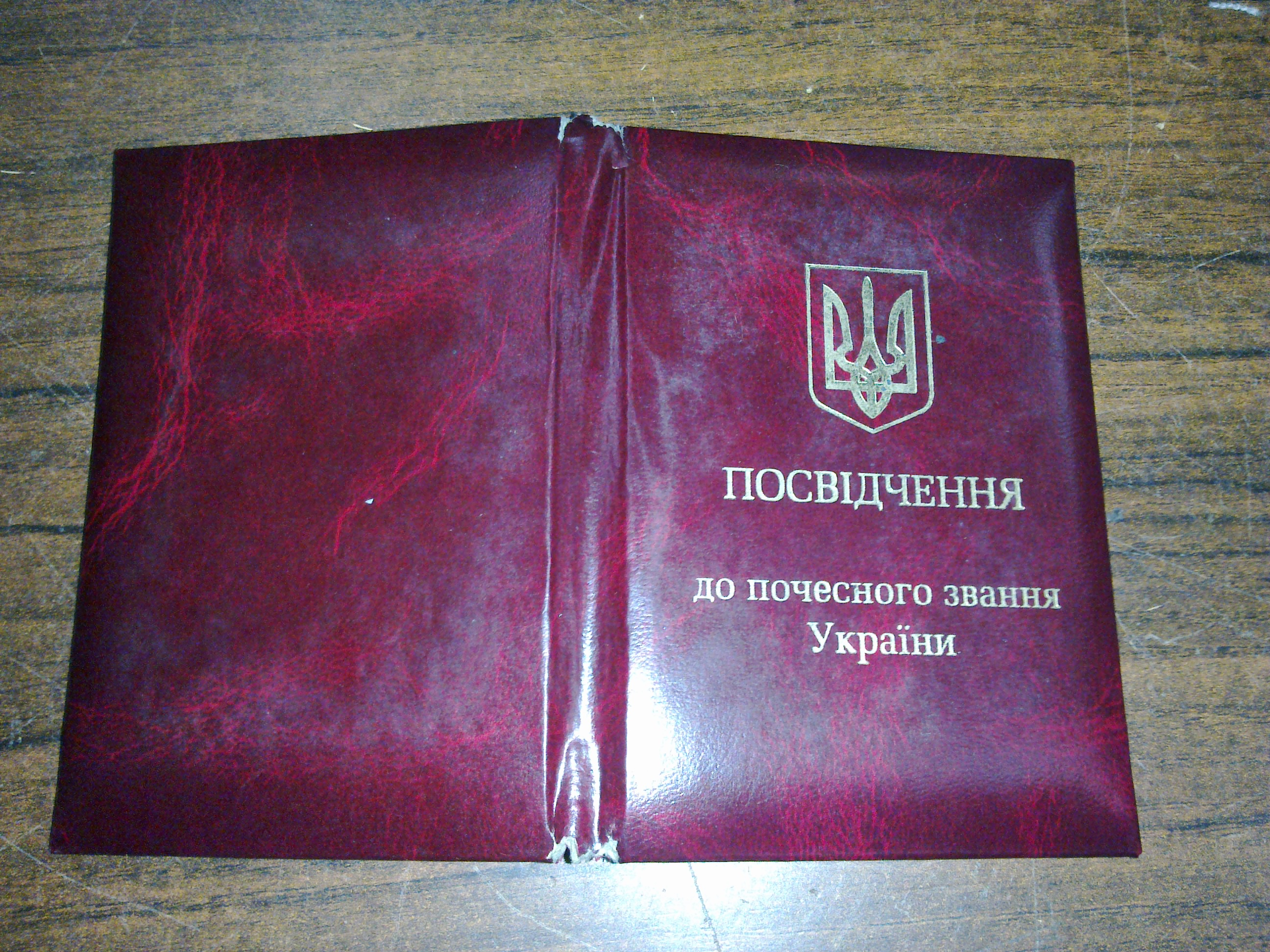
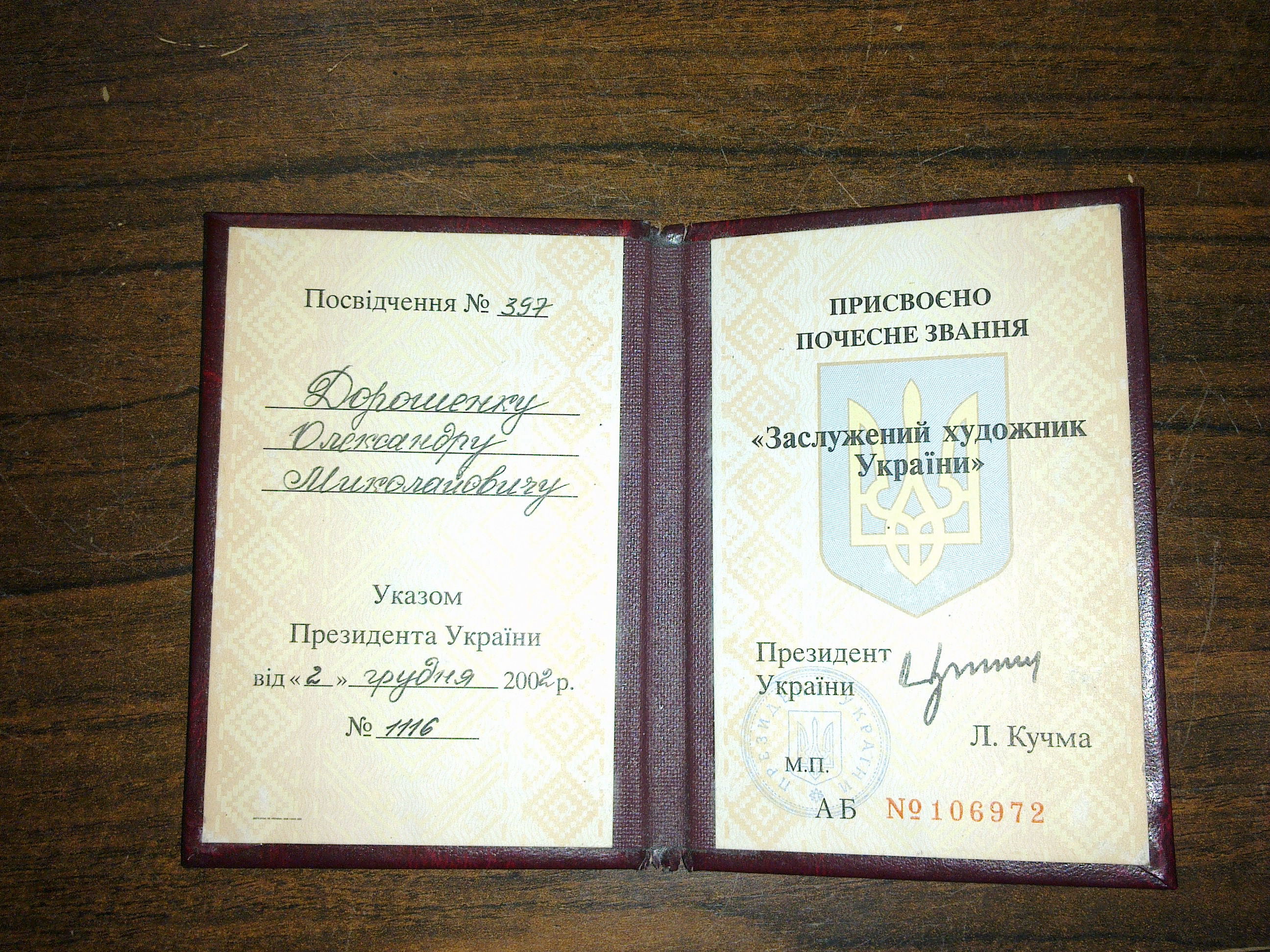